# Barry Sheene
Barry Steven Frank Sheene MBE, més conegut com a Barry Sheene   (Londres, 11 de setembre de 1950 - Sydney, 10 de març de 2003), fou un pilot de motociclisme anglès que va guanyar dos Campionats del món de 500cc consecutius entre 1976 i 1977. El seu segon títol es va mantenir com al darrer aconseguit per un anglès (sense comptar els de sidecars) fins al 2015, quan Danny Kent va guanyar el de Moto3. Tanmateix, Sheene continuava sent a data de 2024 el darrer campió britànic de motociclisme en la categoria màxima.
Barry Sheene va ser un dels pilots més carismàtics de la història del mundial de velocitat i un dels primers a obtenir grans beneficis de les curses. Parlava diversos idiomes amb fluïdesa, tenia una personalitat descarada i cockney i gaudia d'una popularitat que transcendia l'esport (va protagonitzar, per exemple, anuncis de colònia a la televisió). Acostumava a saludar les càmeres fent la "V" de la victòria cada vegada que guanyava una cursa, cosa que va donar origen al mite de la salutació motorista a Anglaterra (un costum que s'escampà després a poc a poc arreu del món). Altres icones que popularitzà varen ser la imatge de l'ànec Donald (que lluïa sempre al casc) i el seu etern número 7, pintat al casc i al carenat de la seva motocicleta. A banda, Sheene va ser un fort defensor de la seguretat als circuits i va ser un dels primers a refusar de córrer el TT de l'Illa de Man, especialment perillós. Conscient que la seva popularitat atreia milers d'espectadors a les curses, va fer servir aquesta influència per a forçar els promotors a augmentar-hi la seguretat dels pilots. El 1978, Sheene va ser nomenat membre de l'Orde de l'Imperi Britànic (MBE, Member of the Order of the British Empire) pels seus serveis en el terreny esportiu.
Després d'una llarga carrera (del 1968 al 1984), Sheene es va retirar de les competicions i es va traslladar amb la seva família a Austràlia, on va fer de comentarista esportiu a la televisió i de promotor immobiliari. Fou allà on es va morir de càncer el 2003, a 52 anys, deixant vídua i dos fills. El 2001, la FIM l'havia nomenat MotoGP Legend.

## Primers anys
Barry Sheene va néixer al Gray's Inn Road de Bloomsbury, al districte londinenc de Camden. Era el segon fill de Frank i Iris Sheene. El seu pare, Frank, havia estat enginyer resident al Col·legi Reial de Cirurgians d'Anglaterra i havia competit en motociclisme fins al 1956, a més de ser un expert mecànic de motocicletes. Barry es va criar a la zona del Queen Square, al barri londinenc de Holborn (al sud-est de Camden), on va aprendre a conduir motocicletes a cinc anys amb una minibike feta a casa pel seu pare. Abans de debutar en curses de motociclisme, Sheene va fer de missatger i de transportista.

## Carrera esportiva

### Primeres passes en competició
El seu pare, Frank, havia establert una estreta relació personal amb el propietari de Bultaco, Paco Bultó, després de conèixer-lo el 1959 mentre assistia a les 24 Hores de Montjuïc. Frank Sheene va ser un dels primers defensors dels motors de dos temps quan començaven a dominar les petites cilindrades a mitjan dècada del 1960. Paco Bultó va començar a subministrar a la família Sheene els seus darrers models de competició.
De nen, el primer interès de Barry Sheene van ser les proves de fora d'asfalt, com ara el trial, però aviat va descobrir que li agradava més anar a tota velocitat entre les zones que no pas superar-ne les dificultats i va decidir que preferia els circuits de velocitat. Sheene no tenia plans per a convertir-se en pilot de motociclisme, sinó que es va centrar a aprendre l'art de posar a punt els motors de dos temps, difícils de dominar tret que s'estigués disposat a dedicar-hi un temps considerable en un taller per a aprendre'n la complexitat tècnica. Tanmateix, el seu pare es va adonar que Barry era un pilot de talent natural i el va encoratjar a participar en la seva primera cursa el 1968, a 17 anys d'edat, amb una Bultaco TSS.

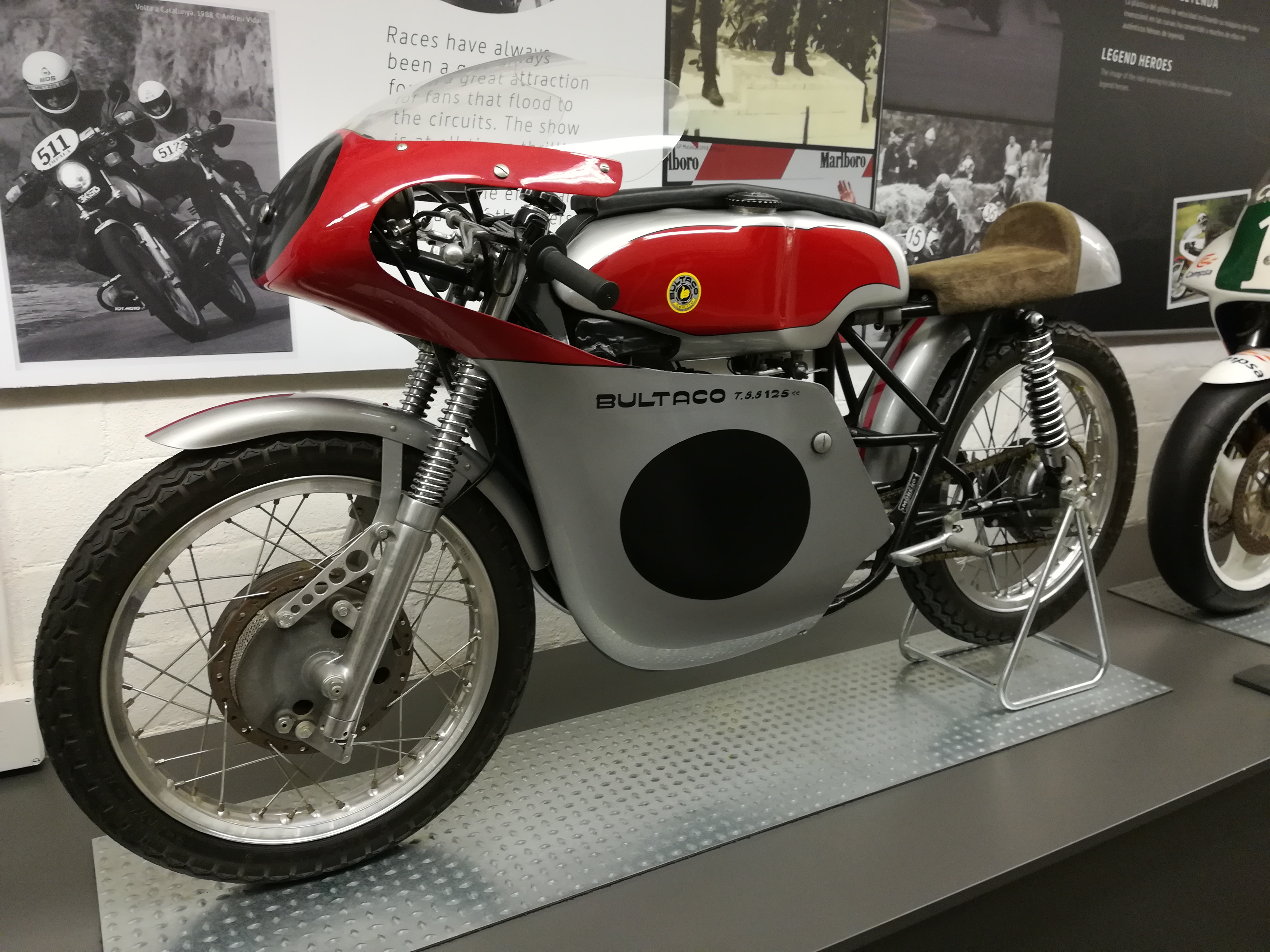
Una Bultaco TSS 125 de 1965, semblant a les que va pilotar Sheene

A la seva primera cursa, al circuit de Brands Hatch, Sheene va patir un accident quan el motor de la seva TSS 125 es va blocar. Sense deixar-se intimidar per l'experiència, va pujar a la seva Bultaco TSS 250 uns minuts més tard i va acabar tercer a la cursa de 250 cc. Un cop tornat a Brands Hatch el cap de setmana següent, hi aconseguí la seva primera victòria. Aleshores, Sheene va deixar de córrer i va fer de mecànic de Lewis Young, un pilot privat que competia al Grans Premis europeus amb motos Bultaco. L'experiència d'assistir a les curses europees va augmentar l'interès de Sheene per convertir-se en pilot de motociclisme.
Sheene no era un estudiant aplicat a l'escola i tenia aversió a l'autoritat, així que va començar a veure les curses de motos com a una possible sortida professional. De vegades se saltava les classes i assistia a sessions de pràctiques al circuit proper de Brands Hatch. El 1969 va començar a portar un casc amb la imatge de l'ànec Donald al front per tal de destacar entre tots els altres. El disseny del casc continuà sent la seva marca distintiva al llarg de la seva carrera, així com el seu clàssic número 7. Fumador de cigarrets des dels nou anys, es va aficionar als Gitanes, amb un gran contingut de quitrà, que més tard contribuirien al seu càncer. Va arribar a fer un forat a la barbeta del seu casc integral per a poder fumar mentre esperava el començament de la cursa a la graella de sortida.
El 1969, a divuit anys, Sheene va causar sensació en acabar segon darrere de Chas Mortimer al Campionat Britànic de 125cc amb la seva Bultaco TSS. L'any següent va dominar clarament aquest campionat amb la mateixa moto i va ser tercer al Campionat de 250cc, també amb una Bultaco. El seu pare li feia de mecànic, una responsabilitat que ocupà al llarg de tota la carrera del seu fill.
El 1970, Barry Sheene i el seu pare van demanar prestades 2.000 lliures (l'equivalent de 36.720 lliures, uns 43.000 euros, a data de 2023) per a comprar una Suzuki RT67 bicilíndrica de 125cc, una antiga motocicleta de l'equip de curses de fàbrica que havia pilotat Stuart Graham als Grans Premis el 1968 i en curses seleccionades el 1969. Tot i ser una compra cara, l'ex-moto de fàbrica va ajudar a llançar la carrera internacional de Sheene.
Sheene va conèixer el doble campió de l'AMA Grand National Gary Nixon el 1971, quan l'americà formava part de l'equip dels Estats Units que competia al Trofeu Transatlàntic d'aquell any (el Trofeu Transatlàntic era un torneig de sis curses celebrat el cap de setmana de Pasqua de Resurrecció a Anglaterra en què s'enfrontaven els millors pilots britànics contra els millors pilots de carretera nord-americans amb motos de 750 cc). Tots dos van establir una amistat que va durar tota la vida. Sheene va començar a dur una samarreta de Gary Nixon com a amulet sota la granota de cuir cada cop que corria.

### Carrera als Grans Premis
El 1971, Sheene va debutar al Campionat del Món de 125cc amb la seva Suzuki. Al TT de l'Illa de Man va provocar polèmica i va indignar els tradicionalistes quan va criticar la cursa dient que no era digne de l'estatus de Gran Premi després d'estavellar-se mentre anava segon. Va anunciar que seria l'última vegada que corria al TT, en uns moments en què aquesta cursa era considerada la més prestigiosa del calendari del campionat del món. De nen, Sheene havia assistit a les curses del TT amb el seu pare i n'apreciava la història, però va decidir que córrer contra rellotge en un circuit urbà per a obtenir punts pel campionat del món era massa perillós.
Sheene va aconseguir la seva primera victòria en Gran Premi al GP de Bèlgica de 125cc, celebrat al difícil circuit de Spa-Francorchamps. La lluita pel campionat del món de 50cc entre Ángel Nieto (Derbi) i Jan de Vries (Kreidler) era tan intensa que l'equip de Kreidler va contractar a Sheene i Jarno Saarinen com a suport de De Vries, mentre que Derbi va contractar a Gilberto Parlotti en suport de Nieto. Després que De Vries es retirés per problemes de motor, Sheene va guanyar el Gran Premi de Txecoslovàquia de 50cc al circuit de Masaryk, on va acabar més de dos minuts i mig per davant dels rivals, ajudant a De Vries a aconseguir el títol.
El mundial de 125cc es va traslladar després als països escandinaus, on Sheene va guanyar els Grans Premis de Suècia i Finlàndia i va passar a ocupar el lideratge del campionat, que s'havia de decidir a la ronda final, el Gran Premi d'Espanya, al circuit de Jarama. Sheene es va trencar una costella el cap de setmana anterior mentre corria a la prestigiosa Race of the Year de Mallory Park i va acabar tercer al Jarama, mentre que el seu principal rival, Ángel Nieto, va guanyar i va aconseguir el Campionat del Món de 125cc, relegant Sheene al segon lloc en la que era la seva primera temporada al mundial. Més tard, Sheene va esmentar Nieto entre els seus principals rivals. Durant el 1971, a més, Sheene va competir al mundial de 250cc amb una Derbi de fàbrica, però la marca catalana no disposava de motos gaire competitives en aquesta cilindrada i l'anglès només va poder acabar una cursa, el Gran Premi de l'Alemanya Oriental.
De cara a la temporada de 1972, Yamaha va fitxar Sheene per a pilotar una YZ635 amb suport de fàbrica al Campionat del Món de 250cc sota la marca de l'importador francès de Yamaha, Sonauto. Tot i que Yamaha no tenia cap equip directe de fàbrica en aquells moments, Sheene era un dels sis pilots que rebien suport de la fàbrica. Malgrat tot, a la tercera ronda, el Gran Premi d'Àustria, després de perdre a l'esprint final pel tercer lloc davant l'australià John Dodds, Sheene va expressar el seu disgust pel rendiment de la moto a la direcció de l'equip. La ronda següent va ser el Gran Premi de les Nacions, a finals de maig al circuit d'Imola, però Sheene es va estavellar als entrenaments i es va trencar la clavícula, cosa que li impedí de participar en la cursa i també al TT de Man (que era la cinquena prova de 1972). Les set següents curses del campionat del món van tenir lloc totes de manera ininterrompuda als mesos juny i juliol i Sheene no estava en condicions de participar-hi.
Després del Gran Premi de Iugoslàvia, Yamaha va lliurar la YZ635 de Sheene amb suport de fàbrica a Jarno Saarinen, aleshores ja pilot de fàbrica de la marca a la classe de 350cc, i el finlandès hi va guanyar quatre curses i el Campionat del Món de 250cc d'aquell any. Un cop recuperada la forma física, Sheene recuperà la seva Yamaha per a les curses britàniques d'estiu (Silverstone, Scarborough, Mallory Park) i per a l'últim Gran Premi de la temporada, el GP d'Espanya, celebrat al circuit de Montjuïc el 23 de setembre, on va obtenir el tercer lloc a la cursa de 250cc.

### 1973: Líder de l'equip Suzuki
A finals de la temporada de 1972, Sheene va fitxar per Suzuki, juntament amb Jack Findlay i Paul Smart. Va començar la temporada de 1973 com a membre de l'equip britànic amb una Suzuki TR750 a les curses del Trofeu Transatlàntic, on el seu millor resultat va arribar a la tercera ronda a Oulton Park, en què fou tercer darrere de Peter Williams amb la John Player Norton i Yvon Duhamel amb una Kawasaki H2R. Tot seguit, Sheene va disputar el campionat britànic de 500cc amb una Suzuki TR500, però en trobar que la motocicleta anava malament en va substituir el xassís original Suzuki per un de dissenyat pel constructor britànic Colin Seeley. També va pilotar la TR750 al campionat britànic de 750cc i al campionat d'Europa de Fórmula 750, acabat d'instaurar aquell any, que va guanyar. Sheene va ser el primer i únic pilot a guanyar el nou campionat de Fórmula 750 amb una moto que no fos Yamaha. Com a pilot de fàbrica de Suzuki, Sheene tenia dos contractes i en cas de coincidència de dates, les proves del Campionat del Món tenien prioritat sobre les nacionals i internacionals, que cobria el seu contracte amb Suzuki GB. A finals d'any, Sheene va ser votat Man of the Year ("Home de l'any") pels lectors de la revista especialitzada Motor Cycle News.
Abans del començament de la temporada de 1974, Sheene va rebre una oferta de l'equip de competició de fàbrica de MV Agusta, aleshores el més destacat, però l'anglès la va rebutjar sabent que Suzuki estava desenvolupant una nova motocicleta per a competir en la classe de 500cc. No va ser una decisió fàcil, ja que el poderós equip de MV Agusta havia guanyat els setze anteriors Campionats del Món de 500cc.
Sheene va tornar a ser seleccionat per a l'equip britànic del Trofeu Transatlàntic de 1974, on es va trobar per primera vegada amb el nord-americà Kenny Roberts. Roberts va relegar Sheene dues vegades al segon lloc en dues curses a Mallory Park abans que Sheene pogués guanyar-lo a la primera cursa a Oulton Park. Roberts va revertir els resultats a la cursa final del campionat. La TR750 de Sheene no era rival per a la Yamaha TZ750 refrigerada per aigua de Roberts, un model que va dominar plenament la classe de 750cc durant la dècada del 1970.

### 1974: Desenvolupament de la RG500

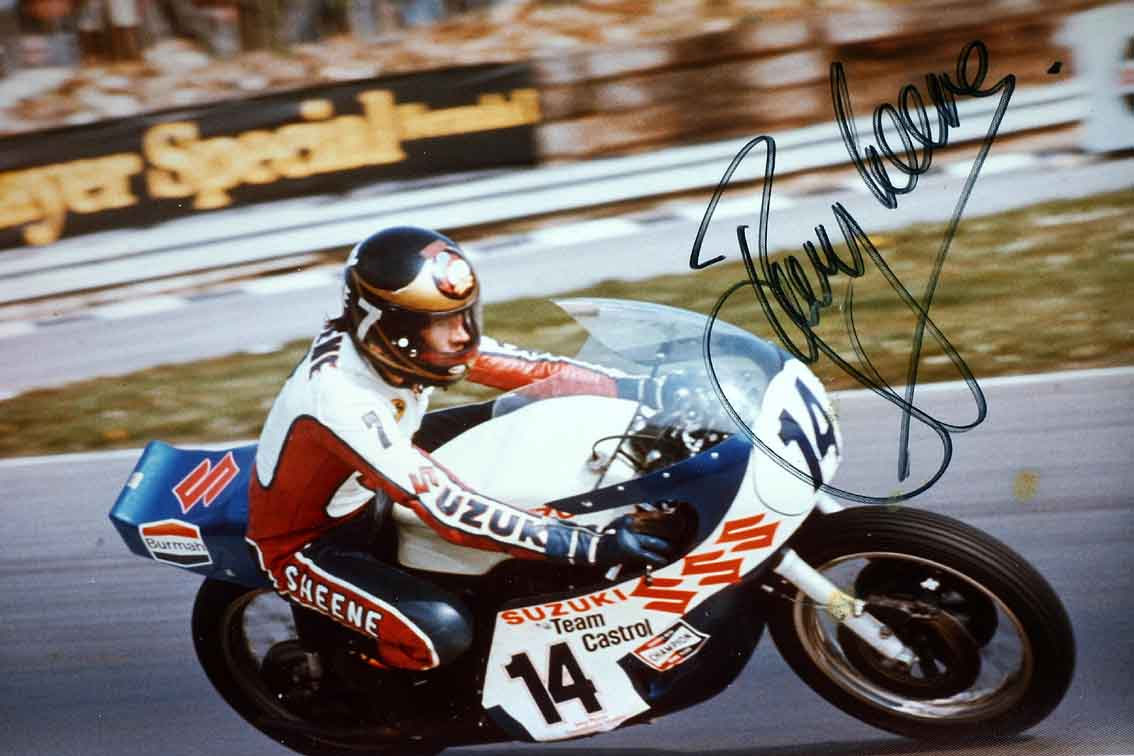
Amb la Suzuki TR750 el 1974

Suzuki va presentar la nova RG500 per a la temporada de 1974 i Sheene va obtenir amb el prototip inicial, sense afinar, un segon lloc al Gran Premi de França i un de tercer al GP d'Àustria en començar la temporada, però després es va fracturar una cama en un accident al GP de les Nacions del circuit d'Imola. Un cop recuperat de la lesió, va quedar quart al GP de Txecoslovàquia i va acabar la temporada com a sisè classificat al Campionat del Món. Aquell mateix any, 1974, va guanyar la prestigiosa Race of the Year de Mallory Park.
En acabar la temporada de 1974, Suzuki va quedar decebuda de l'esforç esmerçat en el projecte de la RG500 i semblava estar perdent la motivació per a continuar. Malgrat tot, Sheene s'havia abocat en el projecte i s'enorgullia de veure com els seus suggeriments s'aplicaven a la moto i en milloraven el rendiment. Va instar la fàbrica a continuar i es va oferir a quedar-se al Japó per tal d'ajudar a desenvolupar la motocicleta fins que funcionés a plena satisfacció. Sheene va passar cinc setmanes al Japó durant la temporada baixa i va ajudar els enginyers de Suzuki a acabar de desenvolupar la RG500.

### 1975: Accident a Daytona
A mitjan dècada del 1970, la Daytona 200 havia esdevingut una de les curses de motociclisme més importants per als fabricants, els quals lluitaven per dominar el creixent mercat nord-americà, alimentat per la generació del baby boom. La victòria del 15 vegades campió del món Giacomo Agostini a l'edició de 1974 va ajudar a consolidar el prestigi internacional de la prova.
Sheene va arribar a la Daytona 200 de 1975 amb tot un equip de documentalistes de la BBC seguint-lo per a enregistrar les seves experiències. L'equip de la BBC estava filmant Sheene durant els entrenaments de la cursa quan el pneumàtic de la seva Suzuki es va degradar a aproximadament 180 mph (290 km/h). La moto es va escorar i va fer caure Sheene. L'anglès va patir ferides greus, entre les quals sengles fractures del fèmur esquerre, braç dret, clavícula i dues costelles. La cobertura de la BBC del seu accident i la posterior recuperació van fer de Sheene un personatge familiar a Gran Bretanya.

#### Retorn a l'activitat

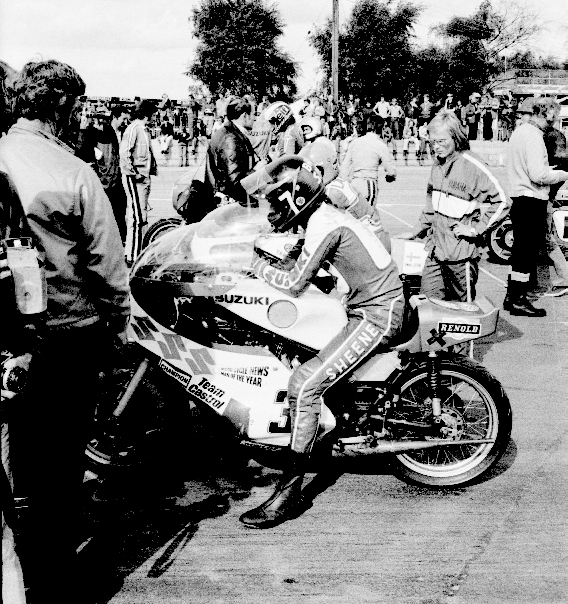
Sheene amb la Suzuki 750 el 1975

Malgrat les seves greus ferides, Sheene es va recuperar i va tornar a córrer set setmanes després. El 28 de juny de 1975, només tres mesos després del seu terrible accident a Daytona, va tornar al campionat del món, al circuit d'Assen, per al Dutch TT. Sheene va sorprendre els observadors, que s'esperaven un retorn gradual del pilot a la forma inicial, en obtenir-hi la pole position per davant d'Agostini (ja en hores baixes) i la seva Yamaha. Tot seguit, Sheene va aconseguir una victòria espectacular a la cursa amb un avançament ben planificat per l'exterior a Agostini al darrer revolt. Tots dos pilots van acabar la cursa amb el mateix temps.
Al Gran Premi de Suècia, Sheene va establir el rècord de volta ràpida mentre guanyava la ronda del campionat de Fórmula 750 dissabte i després va establir el dels 500cc mentre guanyava la cursa del Gran Premi diumenge. Va començar la cursa de 500cc a poc a poc però es va anar obrint pas fins a agafar i avançar tant a Agostini com a Phil Read, aleshores líders del campionat. Sheene es va endur la victòria per davant de Read mentre que Agostini es va estavellar. Finalment, Sheene va quedar sisè al Campionat del Món de 500cc de 1975, però aquella victòria seva de finals de temporada va demostrar que Suzuki s'estava convertint en un seriós contrincant. Sheene va guanyar tres rondes del campionat de Fórmula 750 aquell any, però va acabar a un punt del campió final, Jack Findlay (qui corria amb una Yamaha TZ750), que va ser molt regular durant les sis rondes. Sheene va guanyar una vegada més la Race of the Year a Mallory Park.
Sheene va tornar a Daytona el 1976, on va conduir de manera extravagant per la ciutat en un Rolls-Royce cedit pel concessionari local. Tot amb tot, el 1976 la classe de 750cc estava dominada per la potent Yamaha TZ750. La victòria d'Agostini a la Daytona 200 de 1974 amb una Yamaha TZ750 va ser la primera de deu victòries consecutives a la cursa d'aquest model. Sheene va arribar a anar tercer a la cursa amb la seva Suzuki, menys potent, fins que es va veure obligat a retirar-se amb problemes de motor.
De tornada a Europa, Sheene va ser el màxim anotador de punts britànic i l'únic britànic a aconseguir una victòria (concretament, a Mallory Park) al Trofeu Transatlàntic; per bé que Gran Bretanya va derrotar els Estats Units al torneig, la TZ750 de Yamaha en va dominar les curses a mans dels nord-americans. Steve Baker hi obtingué quatre victòries i Kenny Roberts, una.

### 1976: Campió del món
Durant la pretemporada del Campionat del Món de 500cc de 1976, Sheene va treballar dur per a desenvolupar la Suzuki RG500 amb els enginyers de la fàbrica i, durant el campionat, la moto demostrà ser a l'avantguarda de la tecnologia de les curses de motociclisme. Malgrat tot, Yamaha havia retirat el seu equip de fàbrica dels Campionats del Món i Suzuki volia fer el mateix per tal de concentrar el seu finançament en el desenvolupament de la primera gamma de motocicletes de sèrie de quatre temps de la marca, les futures Suzuki GS. Suzuki també va començar a produir versions de curses client de la RG500 i les va posar a disposició del públic aquell mateix any.
L'importador britànic de Suzuki va intervenir i va convèncer la fàbrica perquè li permetés de continuar com a representant de la marca al Campionat del Món, amb John Newbold i John Williams com a companys d'equip de Sheene. Aquell equip britànic es va conèixer com a Heron-Suzuki per raó del seu patrocinador principal, la constructora Heron International. Sense cap equip de mecànics japonesos que li donés suport, Sheene va crear-ne un de format pel seu pare Frank i Don Mackay, un electricista. La versió de curses client de la RG500 va esdevenir competitiva immediatament i es va convertir en la motocicleta preferida dels pilots privats, entre ells Phil Read, Teuvo Länsivuori, Marco Lucchinelli i el principiant nord-americà Pat Hennen.

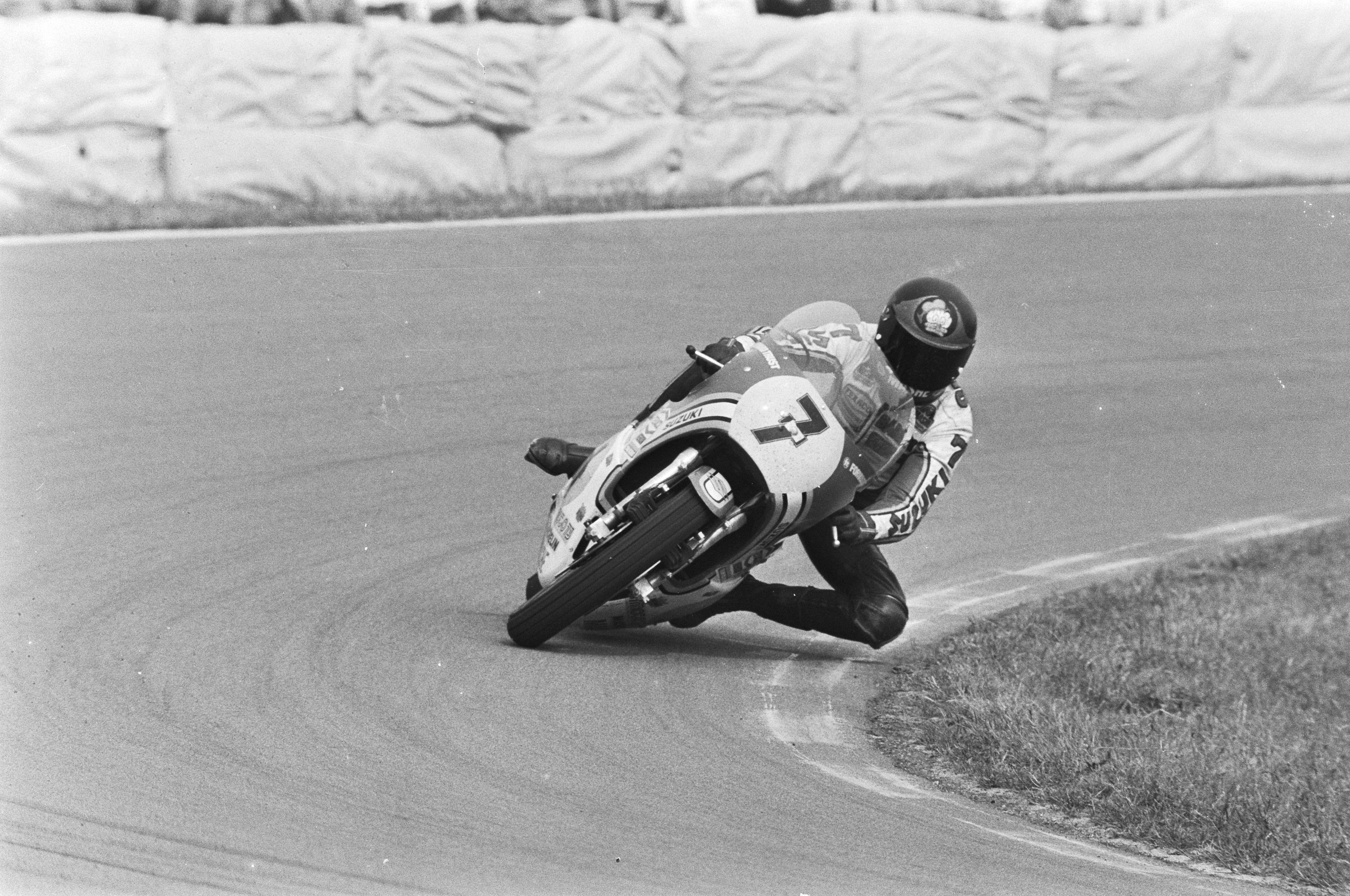
Sheene amb la Suzuki RG500 a Assen el 1976

Sheene, plenament recuperat de les seves lesions a Daytona l'any passat, va prendre el control del campionat de 1976 des de l'inici de la temporada guanyant-ne les tres primeres curses, una d'elles el GP de les Nacions, on l'anglès va guanyar per 0,1 segons d'avantatge sobre Phil Read després d'haver-hi mantingut una dramàtica lluita. Després de saltar-se el TT de l'Illa de Man (aleshores en la seva darrera temporada al calendari del mundial), Sheene va guanyar el Dutch TT per 45 segons sobre Hennen abans que la seva motocicleta patís problemes mecànics al GP de Bèlgica i hi acabés segon darrere del seu company d'equip a Heron-Suzuki John Williams.
La pèrdua de suport tècnic japonès va quedar palesa en una cursa del campionat britànic al circuit de Snetterton, on algú s'oblidà d'inserir els passadors de fre de la seva motocicleta i això va fer que Sheene s'estavellés en fallar-li els frens. El dany va requerir una reconstrucció completa de la motocicleta. Poc després, en arribar a la següent ronda del Campionat del Món, a Suècia, l'equip va descobrir que s'havien instal·lat unes abraçadores triples errònies a la moto principal, mentre que a la de recanvi s'hi havia instal·lat una caixa de canvis errònia. A més a més, Sheene va descobrir que s'havia inserit una pastilla de fre cap enrere, un error potencialment fatal. Tot i que la sospita va recaure sobre el seu pare, que era el seu mecànic principal, Sheene no va culpar mai ningú públicament dels errors. L'equip va poder passar pàgina quan Sheene es va classificar en segon lloc als entrenaments, darrere de Länsivuori.
Sheene va experimentar més dramatisme durant les qualificacions quan el seu company d'equip, John Williams, va quedar inconscient després d'un fort accident. Sheene va aturar la motocicleta a la pista i es va precipitar a ajudar Williams, retirant-li el casc i netejant-li les vies respiratòries en veure que el seu company s'havia empassat la llengua, evitant així més lesions. Tot seguit, Sheene va aconseguir el Campionat del Món a manca de tres curses pel final del campionat en guanyar aquell Gran Premi de Suècia. Va obtenir el títol amb una suma aclaparadora de 136 punts, 81 més que el segon classificat, Länsivuori. Sheene va ser el primer campió de 500cc amb Suzuki i continua sent l'únic a haver-ne guanyat més d'un amb aquesta marca. Sense cap equip de fàbrica important al campionat, la versió de curses client de la RG500 va dominar la classificació final.
A Sheene li agradava guanyar curses tant a dins com a fora de la pista, sovint fent servir jocs psicològics per distreure o molestar els seus rivals. Va fer servir la seva posició privilegiada amb la fàbrica de Suzuki per tal d'assegurar-se de rebre els millors motors RG500 per davant dels seus companys d'equip. L'estatus elevat de Sheene dins l'equip va provocar que, acabada la temporada de 1976, John Williams se n'anés en trobar que Sheene estava rebent un tracte preferencial.

### 1977: Revàlida del títol

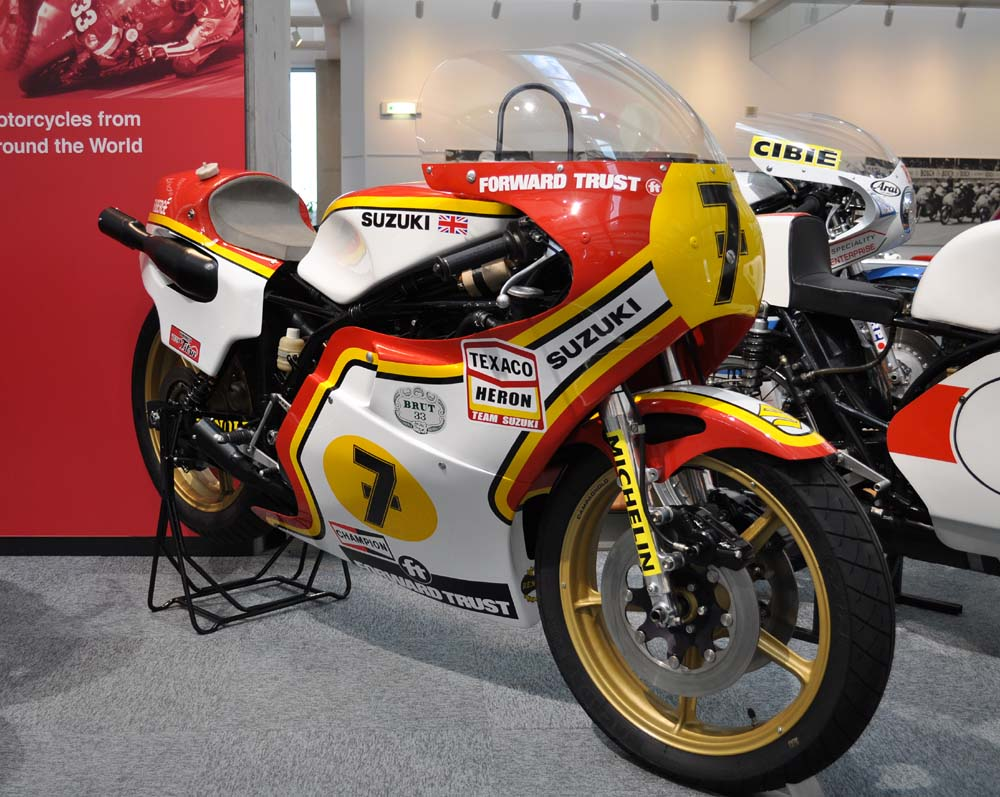
La Suzuki RG500 que pilotà Sheene el 1977

Williams va ser substituït a l'equip Suzuki per un pilot prometedor, Pat Hennen, de 23 anys, el primer nord-americà a guanyar un Gran Premi de 500cc. Reconeixent l'amenaça que Hennen representava per a la seva posició capdavantera dins l'equip, Sheene emprà amb ell les mateixes tàctiques psicològiques que havia fet servir amb Williams, menyspreant públicament el seu nou company d'equip nord-americà. En una ocasió els va dir als periodistes: "Si pagueu cacauets, obteniu un mico" («If you pay peanuts, you get a monkey»). A més de Hennen, l'equip va fitxar Steve Parrish, que va pilotar la Suzuki 500cc de Sheene de la temporada anterior.
Sheene va tornar a ser el màxim anotador de punts britànic a les curses del Trofeu Transatlàntic de 1977, però Suzuki no tenia una motocicleta de 750cc capaç de competir amb la Yamaha TZ750 i Roberts va guanyar les quatre primeres curses del torneig abans que la seva moto fallés durant la primera cursa a Oulton Park, permetent a Sheene d'aconseguir la victòria. El màxim anotador de punts nord-americà va ser el company d'equip de Suzuki de Sheene, Hennen, avisant que seria un aspirant al proper Campionat del Món de 500cc.
El domini de Sheene va ser encara més clar durant la temporada de 1977, en què s'enfrontà a una fàbrica Yamaha reviscolada que donava suport a Giacomo Agostini, Johnny Cecotto i Steve Baker. Sheene va guanyar el Campionat del Món amb sis victòries en Gran Premi, acabant molt per davant de Baker, segon classificat. La seva victòria al GP de Bèlgica de 1977 va marcar el rècord del Gran Premi més ràpid de la història, amb una velocitat mitjana de cursa de 135,067 mph (217,369 km/h). L'any següent, la carretera de Spa-Francorchamps va ser substituïda per un circuit més curt i segur, la qual cosa vol dir que el rècord de Sheene mai no es podria tornar a batre.
La campanya de Sheene per augmentar la seguretat dels pilots es va disparar a la segona ronda de la temporada de 1977, el GP d'Àustria al circuit de Salzburgring, quan un gran accident durant la cursa de 350cc va provocar la mort del pilot privat suís Hans Stadelmann i va deixar amb greus ferides a Johnny Cecotto, Dieter Braun i Patrick Fernandez. L'accident es va veure magnificat per la manca d'instal·lacions mèdiques per part dels organitzadors. Sheene i la majoria dels altres corredors de la classe de 500cc es van negar a córrer, tot i que els organitzadors oferien als corredors el doble dels diners habituals per a prendre la sortida. A causa de la seva actitud, el jurat de cursa de la FIM va emetre advertències oficials a Sheene i altres pilots.

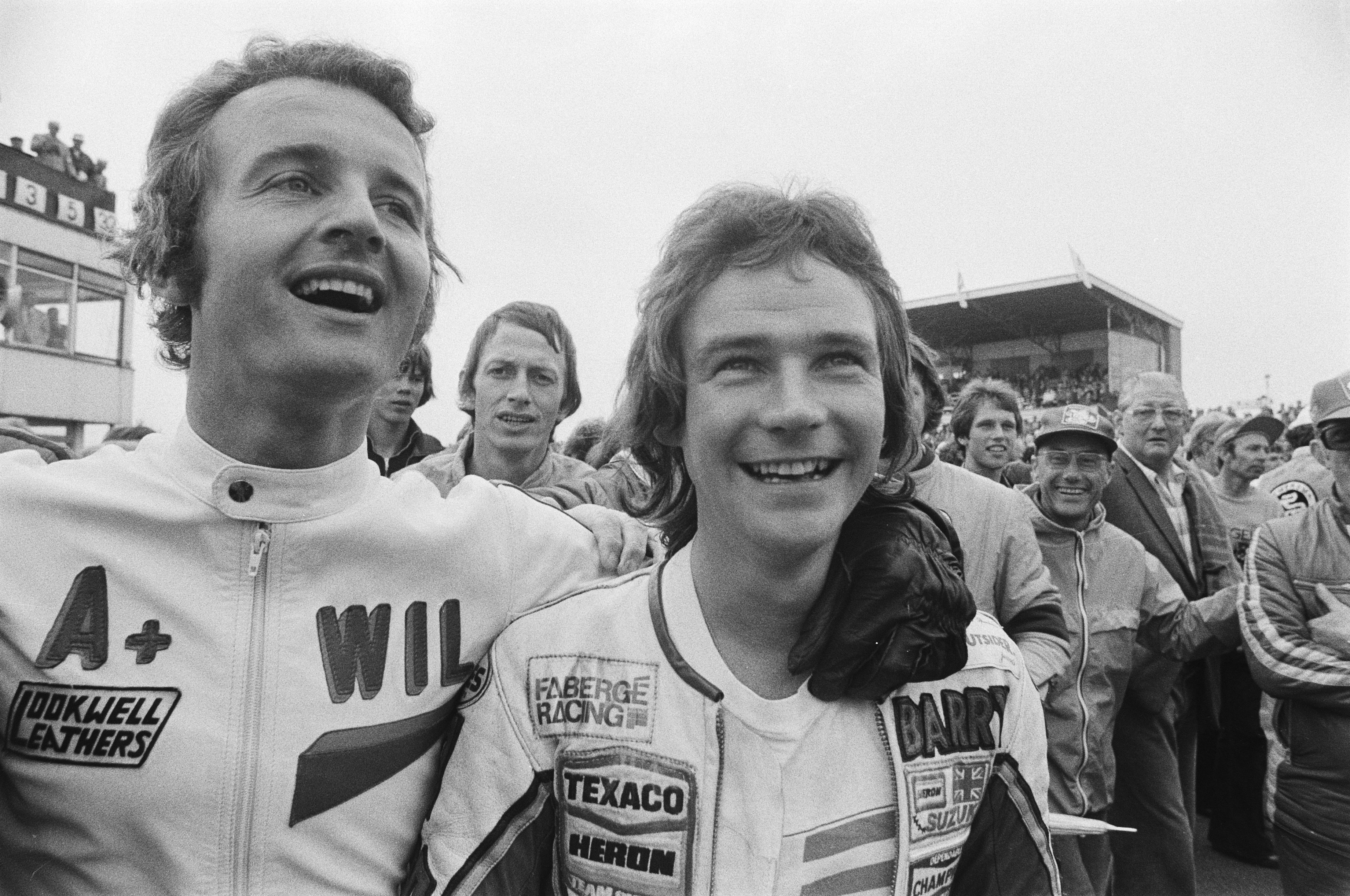
Sheene (dreta) amb Wil Hartog a Assen el 1977

Tot i que Sheene va cercar un avantatge psicològic sobre els seus rivals, també va ser generós, com ara per exemple amb Steve Baker, qui havia estat alliberat per Yamaha després de quedar segon darrere de Sheene al Campionat del Món de 500cc de 1977. Baker estava decidit a quedar-se a competir a Europa i amb l'ajuda de Sheene va poder aconseguir una motocicleta i el patrocini de l'equip de curses de Suzuki Itàlia, dirigit per l'antic pilot de Grans Premis Roberto Gallina.

### L'estil de vida de la Jet-Set
A mesura que la carrera de Sheene floria, també ho feien la seva fama i fortuna. Va gaudir d'un estil de vida fastuós, conduïa un Rolls-Royce i es va comprar un helicòpter amb què va aprendre a volar. Se'l veia sovint en companyia de models i músics de moda i era amic personal de James Hunt, Ringo Starr i George Harrison.
El 1975, mentre anava amb crosses pel seu accident a Daytona, Sheene va conèixer la model de moda esdevinguda model de glamour Stephanie McLean, que havia estat la mascota del mes de Penthouse l'abril de 1970 i la mascota de l'any el 1971, mentre treballaven junts en una sessió de fotos per a Chrysler. McLean va deixar el seu marit per Sheene i això va causar molt de revol i notícies sensacionalistes a Gran Bretanya.
Sheene es va convertir en el primer multimilionari de les curses de motociclisme, va comprar cases a Putney, al sud-oest de Londres, i a Wisbech, Cambridgeshire; el 1977 va comprar una casa pairal de 700 anys a Charlwood, Surrey, que havia estat propietat de l'actriu Gladys Cooper. Astut home de negocis amb inclinació a l'autopromoció, va atreure patrocinadors de fora de la indústria de la moto, des d'empreses de roba a electrònica i tabac. També va promocionar la loció de massatge Brut per a Fabergé, al costat del boxejador Henry Cooper.

### 1978: L'onada americana
Abans de començar la temporada de 1978 s'havia acumulat una gran expectació. La popularitat de les curses de motociclisme havia minvat els darrers temps després d'anys d'estancament sota el domini de l'equip de fàbrica de MV Agusta, liderat pel multicampió del món Agostini, però darrerament els fabricants japonesos estaven mostrant un renovat vigor i ganes de competir. La popularitat de Sheene havia tornat a injectar un interès molt necessari en l'esport, ampliat per l'arribada del campió nord-americà Kenny Roberts. La influència de Sheene i els pilots nord-americans que anaven arribant va fer augmentar l'assistència a les curses i va estimular-ne el creixement de la cobertura televisiva.
Roberts es considerava a si mateix sobretot un pilot de pista de terra i només participava en curses de carretera als Estats Units perquè formaven part del calendari de l'AMA Grand National. S'havia decidit a competir als Campionats del Món de velocitat perquè Yamaha no tenia una motocicleta de pista de terra prou competitiva com per a desafiar l'equip dominant d'aquesta modalitat, Harley-Davidson. Roberts va dir que inicialment li era indiferent córrer a Europa o no, però després de llegir una columna escrita per Sheene al Motor-Cycle News en què descartava a Roberts i el considerava "cap amenaça" («No threat»), citant la manca de familiaritat del pilot de Yamaha amb la majoria dels circuits europeus, l'americà es va decidir a fer-ho. Sheene i Roberts mantenien una rivalitat ferotge dins i fora de la pista, però també es respectaven com a rivals.
Roberts va aportar un nou estil de pilotatge, forjat als circuits ovals de pista de terra d'Amèrica, que revolucionà les curses de carretera. El seu estil recordava el de la pista de terra, on es feia lliscar el pneumàtic posterior cap a una banda com a mètode per a dirigir la motocicleta per un angle. Sheene va ser l'últim exponent de l'estil de pilotatge suau i europeu que posava èmfasi en mantenir la màxima velocitat possible als revolts sense fer lliscar el pneumàtic posterior. Després de Roberts, els campionats mundials van ser dominats per una sèrie de pilots nord-americans i australians criats en curses de pista de terra.

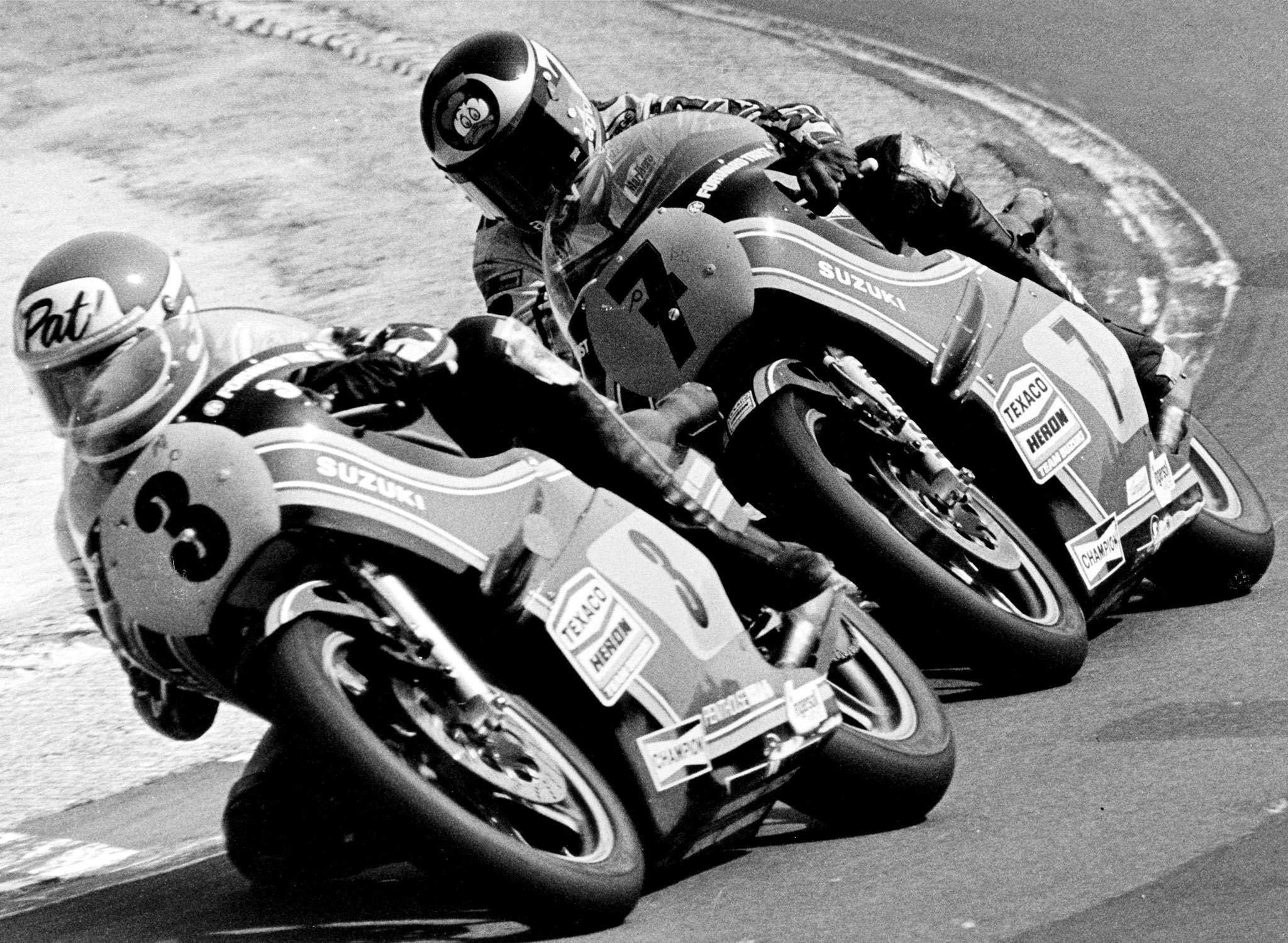
Sheene (7) darrere del seu company d'equip Pat Hennen (3) el 1978

A la pretemporada de 1978, Sheene va guanyar la primera de les dues curses a Brands Hatch, però en la segona, Pat Hennen va poder avançar-lo a l'interior del revolt final i va guanyar la cursa. Sheene es va enutjar pel que va percebre com un avançament perillós i va retreure-li públicament. Hennen va ser el màxim anotador de punts a les curses del Trofeu Transatlàntic de 1978, guanyant-ne tres curses i obtenint-hi dos segons llocs i un de tercer. Més tard, durant la setmana, Sheene va continuar la guerra psicològica contra el seu company d'equip quan va repetir l'acusació de pilot temerari a la seva columna convidada del Motor-Cycle News.
Suzuki va produir una nova versió de la RG500 amb un bastidor escurçat per a la temporada de 1978, i tot i que Sheene va començar l'any de forma positiva amb victòria al Gran Premi de Veneçuela, la nova versió va resultar un revés per al desenvolupament de la RG500. Hennen va guanyar el GP d'Espanya i després Roberts va guanyar tres curses seguides. Després de les primeres cinc curses, Sheene anava tercer, a vuit punts de Roberts i a cinc del seu company d'equip Hennen. Durant una pausa en el calendari del mundial a mitja temporada, Hennen es va estavellar mentre corria al TT de l'Illa de Man i va patir unes greus lesions que van acabar amb la seva carrera.
Suzuki va contractar el neerlandès Wil Hartog per a substituir Hennen a l'equip, ostensiblement per a ajudar Sheene a defensar-se de les Yamaha de Roberts i Cecotto, però Sheene es va disgustar quan el seu nou company va guanyar el GP de Bèlgica per davant de Roberts i de Sheene mateix. Hartog havia fet la tria correcta de pneumàtics per a les deteriorades condicions meteorològiques i va poder guanyar amb un marge de 16 segons. Sheene va seguir lluitant, amb una sèrie de podis i una victòria al GP de Suècia fins a retallar els punts d'avantatge de Roberts a només tres quan restaven tres rondes per al final del campionat.

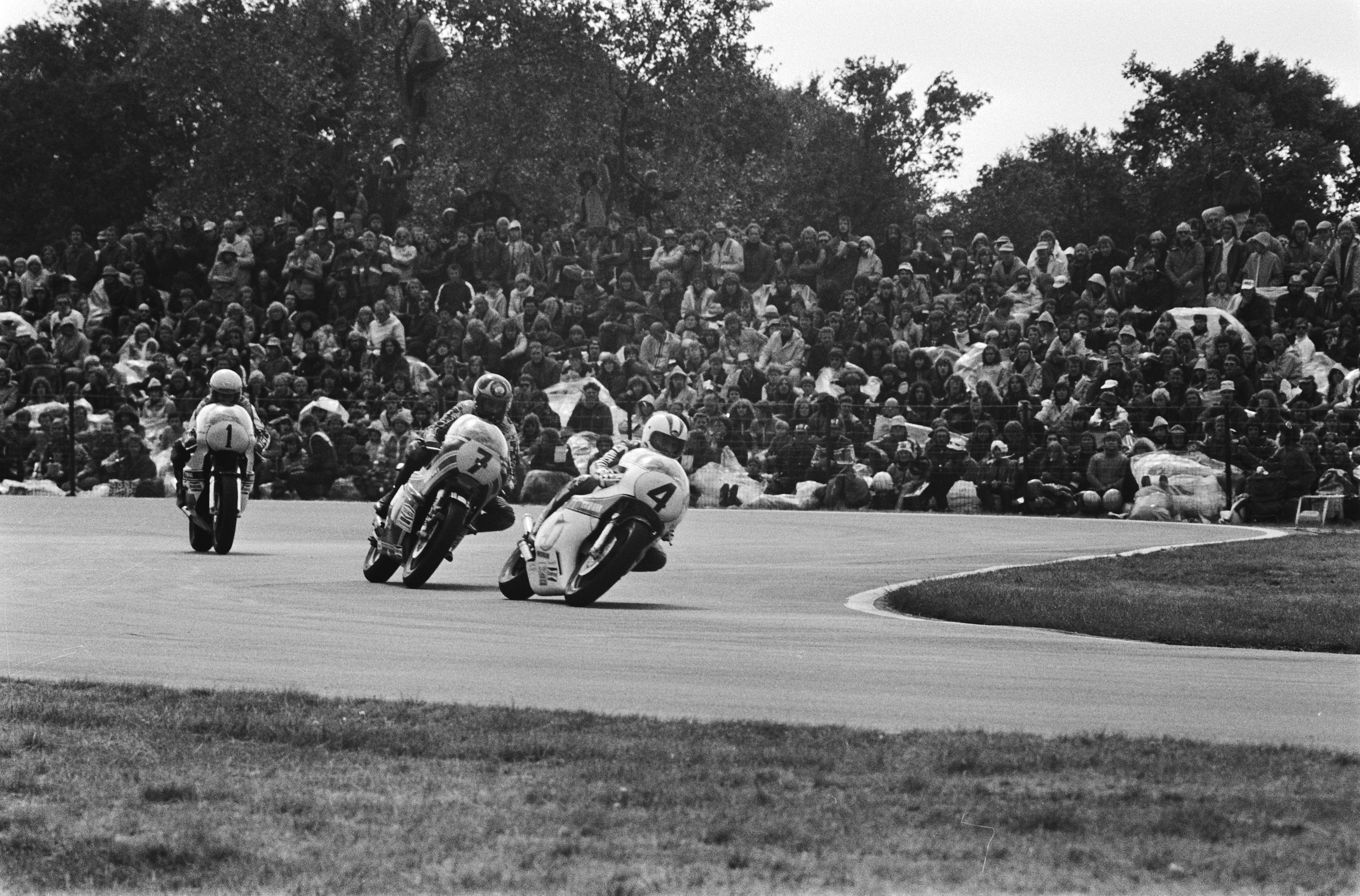
Johnny Cecotto (4) davant de Sheene (7) i Roberts (1) durant el Dutch TT de 1978

Va ser en aquest moment crucial del campionat que la relació de Sheene amb Suzuki es va començar a espatllar. Al Gran Premi de Finlàndia, Sheene va tenir l'oportunitat de superar a Roberts en el lideratge del mundial quan el pilot de Yamaha no va acabar la cursa a causa d'una fallada mecànica, però la Suzuki de Sheene també va fallar i va permetre que el seu company d'equip Hartog guanyés la seva segona cursa de l'any. Durant una sessió d'entrenaments prèvia a la cursa, a l'oïda ben entrenada de Sheene li va semblar sentir un coixinet del cigonyal malmès al motor. Va demanar que el substituïssin però els mecànics de Suzuki no estaven d'acord amb la seva avaluació i van descartar la sol·licitud. Quan el cigonyal va fallar durant la cursa, Sheene va criticar públicament la decisió del seu equip de mecànics.
El Gran Premi de Gran Bretanya va acabar en polèmica quan les pluges torrencials durant la cursa, juntament amb les aturades a boxes per als canvis de pneumàtics de Roberts i Sheene, van crear confusió entre els cronometradors oficials. Sheene va fer servir el sistema de megafonia durant la confusió per a declarar que havia guanyat la cursa, però un jurat de la FIM va declarar finalment que Roberts n'era el guanyador i Sheene va ser relegat al tercer lloc darrere del privat Steve Manship, que no es va aturar a canviar els pneumàtics. A la ronda final, el Gran Premi d'Alemanya, Roberts va acabar tercer per davant de Sheene, que fou quart, i es va proclamar campió del món per primer cop a la seva carrera, deixant a Sheene al segon lloc del rànquing mundial. Sheene va culpar de la pèrdua del Campionat del Món de 1978 a la lenta resposta del seu equip a la seva petició a Finlàndia. Més tard, Sheene va guanyar la seva tercera Race of the Year a Mallory Park.

### 1979: El darrer any amb Heron-Suzuki
La relació de Sheene amb Suzuki es va agreujar encara més abans de començar la temporada de 1979, quan la fàbrica va demanar als seus tres millors pilots, Sheene, Virginio Ferrari i Wil Hartog, que triessin la nova moto de curses oficial d'entre les dues versions disponibles. Ferrari i Hartog van triar la motocicleta que Sheene havia rebutjat i l'anglès, acostumat a rebre un tracte preferencial de Suzuki, es va veure obligat a pilotar l'opció guanyadora en comptes de la seva preferida.
Al Trofeu Transatlàntic de 1979, Sheene va guanyar les primeres quatre curses contra un equip nord-americà fluix en què faltaven Roberts i Hennen a causa de sengles lesions. La motocicleta de Sheene va patir problemes de motor a Oulton Park, la qual cosa va permetre a Gene Romero de guanyar les dues darreres curses del torneig.
Sheene va començar la temporada de 1979 amb una victòria sobre el seu company d'equip Ferrari al GP de Veneçuela, mentre que Roberts es recuperava de les lesions a l'esquena que amenaçaven la seva carrera (unes lesions patides en un accident de pretemporada durant una sessió de proves al Japó). Roberts va tornar a la segona ronda, a Àustria, i va guanyar malgrat que encara es recuperava de les lesions, mentre que Sheene va patir l'error d'un mecànic en instal·lar-li les pastilles de fre, cosa que el va fer acabar en dotzè lloc. Després no va acabar en tres de les quatre curses següents, mentre que Roberts en va guanyar tres de consecutives a Itàlia, Espanya i Iugoslàvia i va prendre el lideratge de punts del campionat. Sheene va quedar segon darrere de Ferrari al Dutch TT abans que tots els equips de fàbrica boicotessin el GP de Bèlgica a causa de les perilloses condicions de la pista. Després, Sheene va guanyar el GP de Suècia i va ser tercer a Finlàndia.

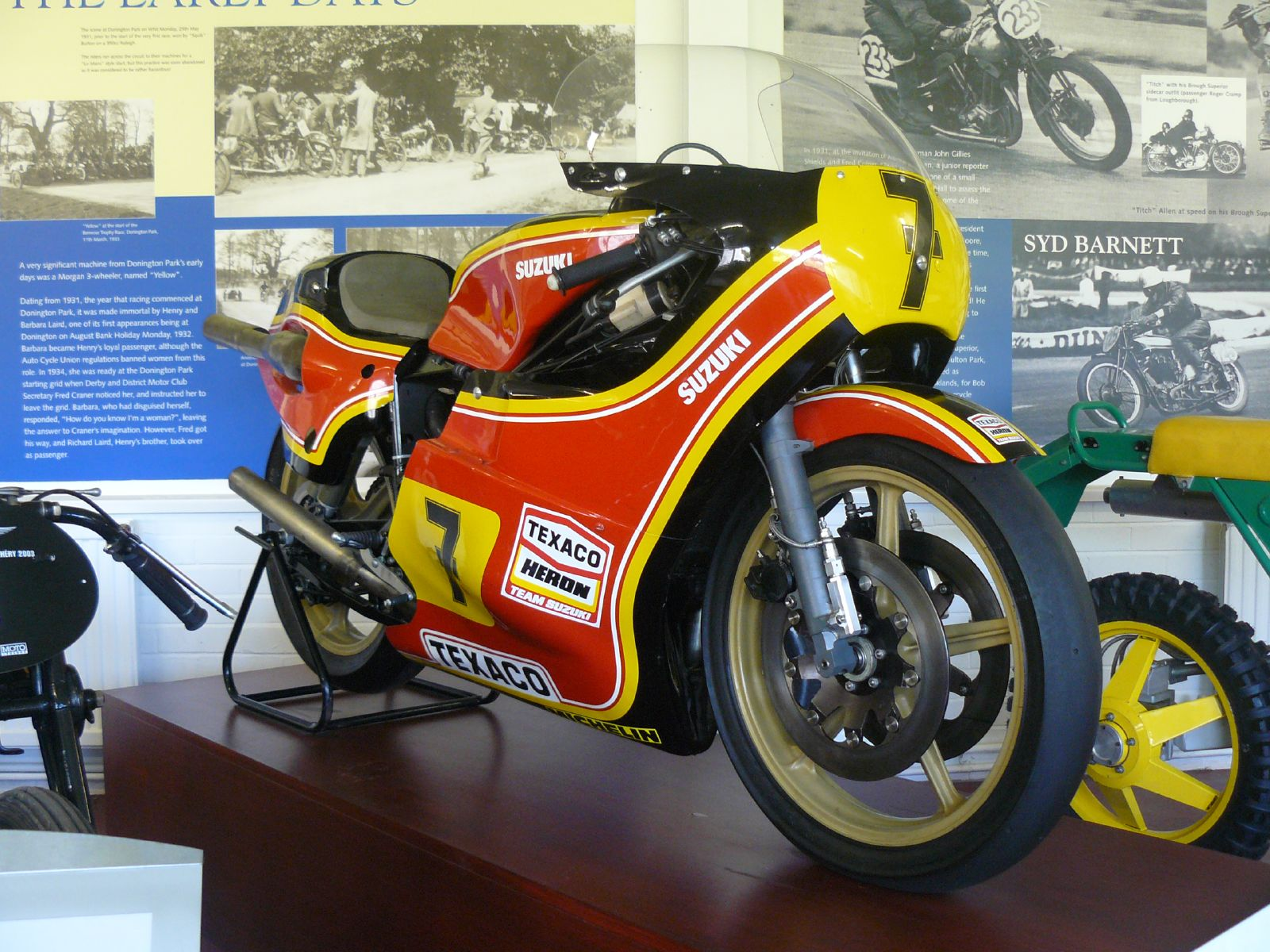
La Heron-Suzuki RG500 que pilotà Sheene el 1979

La batalla de Sheene amb Kenny Roberts al GP de Gran Bretanya de 1979, a Silverstone, ha estat citada com a una de les grans curses de motociclisme de la dècada del 1970. La cursa va començar amb Roberts, Sheene i Wil Hartog separant-se de la resta de competidors. Hartog finalment es va quedar enrere mentre Roberts i Sheene continuaven lluitant pel lideratge. Hi va haver nombrosos canvis de lideratge al llarg de la cursa de 28 voltes. De cara a l'última, tots dos líders es van trobar amb pilots doblats. Roberts no es va veure obstaculitzat quan va avançar els pilots més lents, mentre que Sheene es va veure momentàniament retingut, permetent a Roberts d'augmentar el seu avantatge. Un Sheene llançat va marcar un temps de volta impressionant per a agafar Roberts mentre entrava al revolt final. Amb l'embranzida del seu costat, Sheene va intentar un avançament d'últim segon, però Roberts va poder imposar-se a l'anglès per un estret marge de només tres dècimes de segon. La disputada cursa, que va ser retransmesa en directe per la BBC, va consolidar la ferotge rivalitat entre tots dos rivals en els anals de la història del motociclisme. Anys més tard, quan es va informar de la mort de Sheene per càncer el 2003, Roberts va dir simplement: "No seria en Kenny Roberts sense en Barry Sheene" («I wouldn’t be Kenny Roberts without Barry Sheene»).
Sheene es va recuperar per guanyar l'última cursa de la temporada al GP de França, però Roberts va quedar tercer i va assegurar el seu segon Campionat del Món de 500cc consecutiu. Tot i guanyar més curses que qualsevol altre pilot de Suzuki aquell 1979, Sheene va acabar la temporada en tercer lloc, dos punts per darrere de Ferrari, de l'equip Gallina-Suzuki.

#### La revolta dels pilots
Durant la temporada de 1979, el boicot dels pilots al GP de Bèlgica va posar de relleu l'animositat entre els pilots de motociclisme i la FIM pel que fa a la seguretat. El circuit s'havia pavimentat pocs dies abans de la cursa, cosa que va crear una pista que molts participants consideraren insegura a causa del gasoil que es filtrava a la superfície. Roberts va començar a parlar amb la premsa sobre la creació d'un campionat de curses alternatiu per a disputar el monopoli de la FIM. Al final de la temporada de 1979, Sheene, Roberts i el periodista britànic d'esports de motor, Barry Coleman, van anunciar la seva intenció de trencar amb la FIM i crear un campionat rival anomenat World Series, amb la majoria dels millors pilots de Gran Premi donant-hi suport.
La mort de Gilberto Parlotti a l'Illa de Man el 1972, juntament amb les de Jarno Saarinen i Renzo Pasolini el 1973, va posar de manifest la necessitat de millorar els estàndards de seguretat per als pilots de motociclisme. En aquella època, moltes curses se celebraven encara en circuits urbans amb perills com ara pals de telèfon i passos a nivell de ferrocarril. Els circuits permanents de l'època també eren perillosos per als pilots de motocicletes a causa de les barreres d'acer "Armco" al costat de la pista (els anomenats "guarda-rails"), preferides pels pilots de cotxes. Les tensions sobre qüestions de seguretat van continuar augmentant durant la dècada del 1970 entre els pilots de Grans Premis, els organitzadors de les curses i la FIM, ja que els pilots mostraven la seva creixent insatisfacció amb els estàndards de seguretat i la manera com s'organitzaven les curses tot boicotejant diversos Grans Premis.
Tot i que les World Series no van tenir èxit a causa de les dificultats per a aconseguir prou emplaçaments, van obligar la FIM a prendre's seriosament les demandes dels pilots i a fer canvis pel que fa a la seva seguretat. Durant el Congrés de la FIM de 1979, es van aprovar noves regles que augmentaven substancialment els premis i en els anys següents es van imposar regulacions de seguretat més estrictes als organitzadors de les curses.

### Canvi a Yamaha
Considerant que estava rebent equipament inferior al dels seus companys d'equip de Suzuki, Sheene va prendre la decisió de canviar de marca per a la temporada de 1980. Va córrer amb una Yamaha YZR500 privada, mentre que Yamaha, que encara recordava les seves crítiques obertes a la seva motocicleta el 1972, va retenir la seva millor maquinària per a Kenny Roberts, que va aconseguir el seu tercer títol consecutiu aquell any.
Gràcies a l'ajuda de l'importador britànic de Yamaha, Mitsui-Yamaha, Sheene va començar a rebre un tracte més favorable de la fàbrica. El 1981, Sheene va contractar els serveis de l'antic mecànic de Gary Nixon, recentment retirat, Erv Kanemoto, que va ajudar l'anglès a aconseguir dos podis abans de guanyar la ronda final del mundial a Anderstorp (Suècia) i acabar en quart lloc final al mundial. Marco Lucchinelli, de l'equip Gallina-Suzuki, va prendre el comandament de la temporada amb quatre victòries en cinc curses i va guanyar el campionat per davant del substitut de Sheene a l'equip Heron-Suzuki, Randy Mamola. La victòria de Barry Sheene a Suècia aquell 1981 seria l'última d'un britànic en Gran Premi durant 35 anys fins que Cal Crutchlow va posar fi a la ratxa en guanyar el Gran Premi de la República Txeca de 2016.
Si en Barry s'hagués quedat a Suzuki, sens dubte hauria guanyat més campionats. 
Sheene va rebre la novíssima OW60 TZ500, igual que la de Roberts, abans de la temporada de 1982 i va demostrar que tornava a estar en forma en guanyar cinc de les sis curses del Trofeu Transatlàntic, per bé que l'equip nord-americà s'havia afeblit per l'absència de Roberts i Randy Mamola a causa dels seus compromisos. L'aleshores principiant Freddie Spencer es va estavellar i va danyar la seva Honda tan greument en la primera cursa, que va haver d'abandonar la resta del torneig. Només una caiguda de Sheene a baixa velocitat a l'última volta, al gir de forquilla de Mallory Park, va permetre a Roger Marshall d'avançar-lo i privar-lo així d'una prima de 40.0000 dòlars per ser el primer a guanyar les sis curses en un any.

### L'accident de Silverstone
Amb la millor maquinària de Yamaha per a la temporada de 1982, Sheene va ser competitiu de seguida, acabant a només 0,670 segons de Roberts al Gran Premi de l'Argentina, seguit d'un segon lloc darrere de Franco Uncini amb la Gallina-Suzuki RG500 al GP d'Àustria. Després que els millors pilots boicotessin el GP de França, Sheene va aconseguir una sèrie de podis i va estar en situació de disputar el títol de campió del món una vegada més, però aleshores va patir el segon accident greu de la seva carrera durant els entrenaments del GP de Gran Bretanya. Durant les sessions no oficials del dijous al circuit de Silverstone, Sheene va superar un canvi de rasant i va xocar amb la motocicleta de Patrick Igoa a més de 160 mph (257 km/h), amb el resultat de fractura d'ambdues cames i un braç.
Les seves múltiples i greus lesions a les cames van ser salvades pel cirurgià ortopèdic Nigel John Cobb (del Col·legi Reial de Cirurgians d'Anglaterra) al proper Hospital General de Northampton. Tot i que va tornar al campionat del món el 1983 amb una Suzuki RG500 privada, Sheene mai no va recuperar la seva antiga forma i es va acabar retirant el 1984. Barry Sheene segueix sent avui dia l'únic pilot que ha guanyat Grans Premis en les categories de 50cc i 500cc.
La gran victòria final de la carrera esportiva de Sheene va arribar a la Scarborough Gold Cup de 1984, celebrada al circuit Oliver's Mount de Scarborough, un dels seus preferits, on va guanyar superant el seu antic rival Mick Grant i va obtenir la seva quarta victòria en aquella cursa.

## Carrera televisiva
Sheene va treballar com a presentador de televisió, entre d'altres, a la sèrie d'ITV Just Amazing!, on va entrevistar persones que, per accident o expressament, havien aconseguit gestes de valor i supervivència, com ara l'antic artiller aeri de la RAF Nicholas Alkemade, que va sobreviure a una caiguda de 18.000 peus (5.500 metres) sense paracaigudes des d'un bombarder Avro Lancaster en flames sobre Alemanya el març de 1944. El 1984, Sheene es va casar amb Stephanie McLean. Sheene i Stephanie van protagonitzar aquell any mateix la pel·lícula britànica de baix pressupost Space Riders.

## Trasllat a Austràlia
Els Sheene es van traslladar a Austràlia a finals de la dècada del 1980 amb l'esperança que el clima, més càlid, ajudés a alleujar part del dolor de l'artritis de Barry, induïda per les lesions, i es van instal·lar en una propietat prop de la Gold Coast. Sheene va combinar un negoci de promoció immobiliària amb la feina de comentarista d'esports de motor. Va començar a SBS TV, després va passar a Nine Network amb Darrell Eastlake i finalment va seguir les transmissions televisives del campionat del món de motociclisme a Network Ten, a més de coorganitzar-hi entre 1997 i 2002, al costat dels periodistes Bill Woods i Greg Rust, el programa setmanal d'esports de motor RPM. Sheene va estar també involucrat durant diversos anys en la cobertura per part de la Network Ten d'altres esports de motor, entre ells el Campionat de Supercars. Durant la dècada del 1990, Sheene va aparèixer en una sèrie d'anuncis de televisió de Royal Dutch Shell molt populars al costat de la icona australiana de l'automobilisme Dick Johnson.
Gràcies a les seves connexions personals dins la indústria de la moto, Sheene va ajudar a impulsar la carrera de joves pilots de motociclisme australians, entre ells el cinc vegades campió del món de 500cc Mick Doohan, el doble campió del món de Superbike Troy Corser i el conegut pilot de MotoGP Chris Vermeulen. En anys posteriors, Sheene es va involucrar en les curses de motocicletes clàssiques, sovint tornant a Anglaterra per a córrer a Donington Park. Sheene va competir en la seva darrera cursa a Gran Bretanya al Goodwood Revival el 2002. També va ser escollit per a córrer amb el Queen's Baton en el període previ als Jocs de la Commonwealth de 2002, celebrats a Manchester.

## Mort
El juliol de 2002, a 51 anys, a Sheene li van diagnosticar un càncer d'esòfag i d'estómac. Rebutjant els tractaments convencionals que implicaven quimioteràpia, Sheene va optar per un enfocament holístic que implicava una dieta estricta ideada pel sanador austríac Rudolf Breuss amb la idea de privar el càncer d'aliment.
Barry Sheene es va morir en un hospital de la Gold Coast de Queensland el març de 2003, a 52 anys, després d'haver patit la malaltia durant vuit mesos.
Sheene i la seva dona Stephanie van tenir dos fills, Sidonie i Freddie.

## Distincions i premis

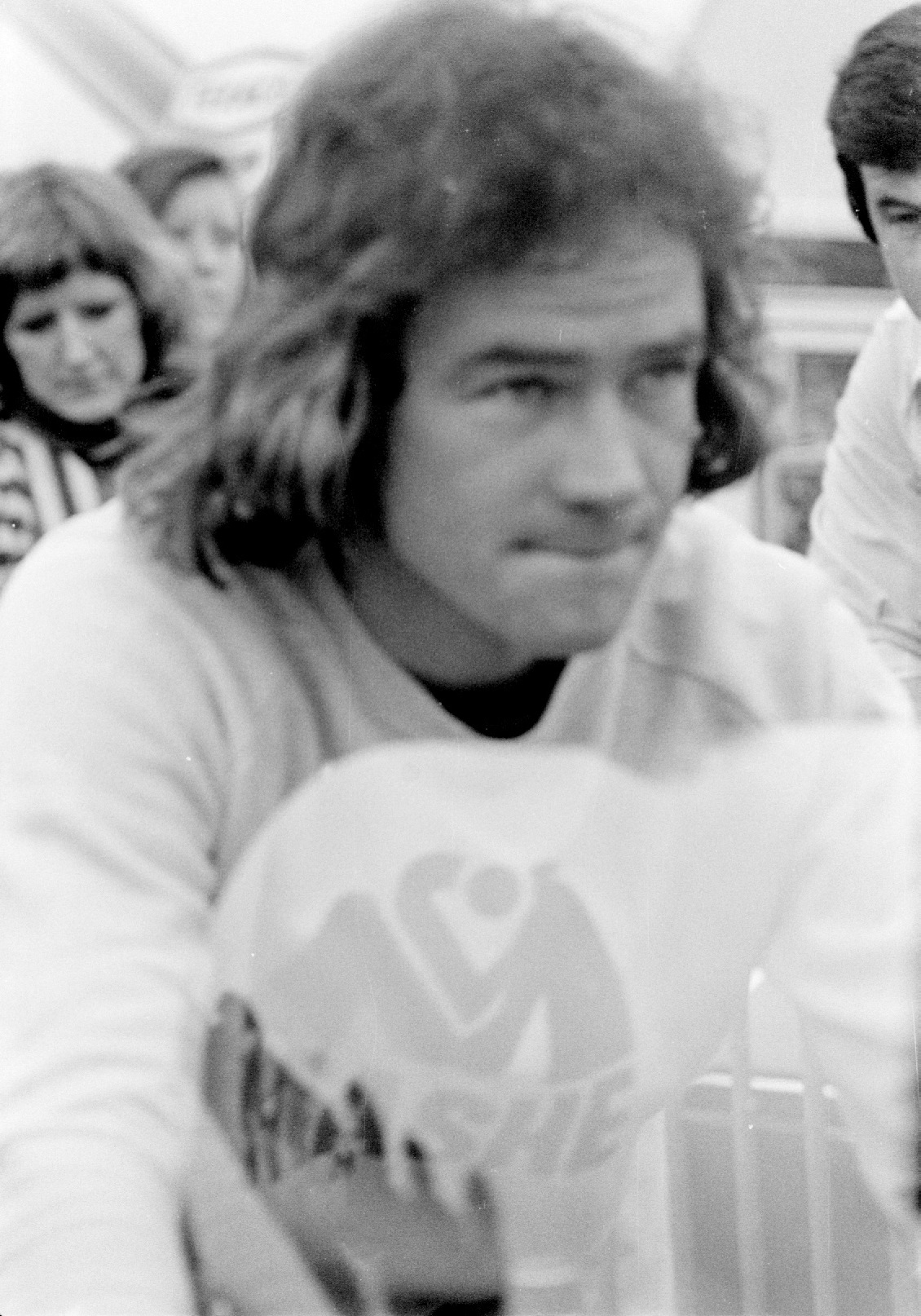
Barry Sheene el 1975

El 1978, Sheene va ser nomenat MBE (Member of the Order of the British Empire) pels seus serveis en l'esport de la moto. Va guanyar dues vegades el Trofeu Segrave (1977 i 1984) per la seva carrera en el motociclisme i va ser nomenat MotoGP Legend per la FIM el 2001.
Després de la reconstrucció del circuit de Brands Hatch a causa dels problemes de seguretat a partir de les sol·licituds de la FIM, la secció de Dingle Dell va ser canviada per a millorar-ne la seguretat i poc després de la mort de Sheene la nova secció va ser rebatejada com a Sheene's Corner en honor seu. De cara a la temporada de 2003, el Campionat de Supercars va presentar una medalla en honor seu, la Barry Sheene Medal, per al pilot "millor i més net" ('best and fairest') de la temporada. Anualment, nombrosos motociclistes australians fan un recorregut commemoratiu en honor de Barry Sheene des de Bairnsdale fins a Phillip Island, abans del Gran Premi d'Austràlia, que se celebra a l'illa.
Barry Sheene va ser el tema de This Is Your Life l'any 1978 quan va ser sorprès pel presentador Eamonn Andrews en una exposició de motos de competició a l'estació Victoria de Londres.

## En la cultura popular
El 1978, els còmics Eric Idle i Rikki Fataar van enregistrar i llançar una cançó titulada Mr. Sheene que descriu la "màquina de muntar del Sr. Sheene" («Mr. Sheene's riding machine») com a cara B del senzill Ging Gang Goolie sota els noms Dirk i Stig, els seus personatges al grup de paròdia dels Beatles The Rutles.
Sheene també apareix en un gerro de l'artista terrissaire Grayson Perry titulat My Heroes de 1994.
A la sèrie de televisió del Regne Unit Queer as Folk, els personatges principals Stuart i Vince recorden la seva atracció adolescent per una foto de Sheene «A la seva moto! Dins la seva granota de cuir...» («On his motorbike! In his leathers...»).

## Resultats al Mundial de motociclisme
Barem de puntuació de 1969 a 1987:
| Posició | 1  | 2  | 3  | 4 | 5 | 6 | 7 | 8 | 9 | 10 |
| Punts   | 15 | 12 | 10 | 8 | 6 | 5 | 4 | 3 | 2 | 1  |

(Ids. Grans Premis | Llegenda) (Curses en negreta indiquen pole; curses en  itàlica indiquen volta ràpida)
| Any  | Categoria | Equip    | 1      | 2       | 3       | 4       | 5       | 6       | 7       | 8       | 9       | 10      | 11      | 12      | 13    | Punts | Posició | Victòries |
| ---- | --------- | -------- | ------ | ------- | ------- | ------- | ------- | ------- | ------- | ------- | ------- | ------- | ------- | ------- | ----- | ----- | ------- | --------- |
| 1970 | 125cc     | Suzuki   | GER -  | FRA -   | YUG -   | IOM -   | DTT -   | BEL -   | DDR -   | CSR -   | FIN -   | ULS -   | NAT -   | ESP 2   |       | 12    | 13è     | 0         |
| 1971 | 50 cc     | Kreidler | AUT -  | GER -   |         | DTT -   | BEL -   | DDR -   | CSR 1   | SWE 4   |         |         | NAT -   | ESP -   |       | 23    | 6è      | 1         |
| 1971 | 125cc     | Suzuki   | AUT 3  | GER -   | IOM Ret | DTT 2   | BEL 1   | DDR 2   | CSR 3   | SWE 1   | FIN 1   |         | NAT 3   | ESP 3   |       | 79    | 2n      | 3         |
| 1971 | 250cc     | Derbi    | AUT -  | GER -   | IOM -   | DTT -   | BEL -   | DDR 6   | CSR -   | SWE -   | FIN -   | ULS -   | NAT -   | ESP -   |       | 5     | 33è     | 0         |
| 1972 | 250cc     | Yamaha   | GER -  | FRA -   | AUT 4   | NAT -   | IOM -   | YUG -   | DTT -   | BEL -   | DDR -   | CSR -   | SWE -   | FIN -   | ESP 3 | 18    | 13è     | 0         |
| 1974 | 500cc     | Suzuki   | FRA 2  | GER -   | AUT 3   | NAT -   | IOM -   | DTT -   | BEL -   | SWE -   | FIN -   | CSR 4   |         |         |       | 30    | 6è      | 0         |
| 1975 | 500cc     | Suzuki   | FRA -  | AUT -   | GER -   | NAT -   | IOM -   | DTT 1   | BEL Ret | SWE 1   | FIN -   | CSR -   |         |         |       | 30    | 6è      | 2         |
| 1976 | 500cc     | Suzuki   | FRA 1  | AUT 1   | NAT 1   | IOM -   | DTT 1   | BEL 2   | SWE 1   | FIN -   | CSR -   | GER -   |         |         |       | 72    | 1r      | 5         |
| 1977 | 500cc     | Suzuki   | VEN 1  | AUT -   | GER 1   | NAT 1   | FRA 1   | DTT 2   | BEL 1   | SWE 1   | FIN 6   | CSR -   | GBR Ret |         |       | 107   | 1r      | 6         |
| 1978 | 500cc     | Suzuki   | VEN 1  | ESP 5   | AUT 3   | FRA 3   | NAT 5   | DTT 3   | BEL 3   | SWE 1   | FIN Ret | GBR 3   | GER 4   |         |       | 100   | 2n      | 2         |
| 1979 | 500cc     | Suzuki   | VEN 1  | AUT 12  | GER Ret | NAT 4   | ESP Ret | YUG Ret | DTT 2   | BEL NVC | SWE 1   | FIN 3   | GBR 2   | FRA 1   |       | 87    | 3r      | 3         |
| 1980 | 500cc     | Yamaha   | NAT 7  | ESP 5   | FRA Ret | DTT Ret | BEL -   | FIN -   | GBR Ret | GER -   |         |         |         |         |       | 10    | 15è     | 0         |
| 1981 | 500cc     | Yamaha   | AUT 4  | GER 6   | NAT 3   | FRA 4   | YUG 5   | DTT Ret | BEL 4   | SM 2    | GBR Ret | FIN Ret | SWE 1   |         |       | 72    | 4t      | 1         |
| 1982 | 500cc     | Yamaha   | ARG 2  | AUT 2   | FRA -   | ESP 2   | NAT -   | DTT 3   | BEL 2   | YUG 3   | GBR NVC | SWE LES | SM LES  | GER LES |       | 68    | 5è      | 0         |
| 1983 | 500cc     | Suzuki   | RSA 10 | FRA 7   | NAT 9   | GER Ret | ESP -   | AUT 13  | YUG 13  | DTT Ret | BEL -   | GBR 9   | SWE Ret | SM Ret  |       | 9     | 14è     | 0         |
| 1984 | 500cc     | Suzuki   | RSA 3  | NAT Ret | ESP 7   | AUT 10  | GER 10  | FRA 5   | YUG 7   | DTT Ret | BEL 9   | GBR 5   | SWE Ret | SM Ret  |       | 34    | 6è      | 0         |

## Obra publicada
- Sheene, Barry. Barry Sheene: The Story so Far (en anglès), 1976. ISBN 978-0904584219.
- Sheene, Barry; Beacham, Ian. Leader of the Pack (en anglès).  Queen Anne Press, 1983. ISBN 0-356-09412-X.